# 周熙襄
周熙襄（1936年—），男，江西鄱阳人，中国应用地球物理学家，曾任成都地质学院教授、博士生导师。